# Писаревка (Кантемировский район)
Писаревка — село в Кантемировском районе Воронежской области России.
Административный центр Писаревского сельского поселения.

## География

### Улицы
| - ул. Заречная, - ул. Колхозная, - ул. Ленина, - ул. Махорина, - ул. Мира, - ул. Молодёжная, - ул. Набережная, - ул. Озерная, | - ул. Октябрьская, - ул. Садовая, - ул. Советская, - ул. Чапаева, - ул. Шевченко, - ул. Школьная, - ул. Шпака. |

## История
Село возникло в 1749 году. Здесь писарь Острогожского полка Ф. Е. Татарчуков построил скотный двор. Вскоре возле него стали селиться казаки Богучарской сотни. Хутор получил название «Писарев». С построением в 1779 году церкви он стал именоваться слободой. В 1801 году построена каменная Предтеченская церковь.
В 1848 году в селе вспыхнуло крестьянское восстание против помещика Бедряги, убив его управляющего. Из Воронежа была вызвана воинская команда, но крестьяне не подчинились её требованиям. Прибыл 8-й казачий полк. 1599 крестьян заставили их бежать, отбив 26 повозок, 48 лошадей и различную амуницию. Восстание успокоено новым войском. 1000 крестьян были подвергнуты порке, их прогнали сквозь солдатский строй, 4 зачинщиков заковали в кандалы и сослали в Севастопольские арестантские роты.
В 1870 году в селе открыт фельдшерский пункт, с 1893 года стала работать больница, в селе имелась земская школа на 140 учеников. В 1894 году была открыта ткацкая мастерская. В начале века в слободе уже было 563 двора и 4215 жителей, две школы, ежегодно проводилось пять ярмарок. В годы Первой русской революции житель села И. И. Бугаев распространял среди крестьян листовки, а крестьянин П. Т. Богомазов в феврале 1907 года призывал к восстанию против помещиков и царя. Погрому подверглось имение помещика Прутченко. В сентябре 1917 года крестьне захватили его земли (823 десятины) и поделили между собой.
Советская власть в Писаревке установлена 26 марта 1918 года. На крестьянском сходе, где собралось более 300 человек, был избран исполком Совета в составе пяти человек, его председателем стал житель села Е. И. Тимошенко.
Наступающие немецкие части летом 1918 года возле села получили отпор от партизанского отряда, сформированного в Писаревке, Смаглеевке, Талах. 6 июня 1918 года, на 2-тысячном митинге четырёх сельских общин Писаревской волости, жители прияли резолюцию: «Категорически протестовать против насилия немцев и украинских националистов, не соглашаясь на присоединение этой волости к Украине». Здесь же, на сходе, был создан партизанский отряд, который возглавил А. П. Радченко (1886—1939), будущий комиссар Богучарского полка.
В 1921 году в селе был создан совхоз «Писаревский», один из крупнейших в губернии. Весной 1922 года из церкви Ивана Предтечи было изъято 42 фунта 30 золотников серебра в помощь голодающим губернии и крестьянам Поволжья.
В 1924 году в селе возникла школа для преподавателей по ликвидации неграмотности. В 1926 году в Писаревке было 656 дворов и 3633 жителей, действовало почтовое отделение, больница на 15 коек, имелись две школы с 4 учителями. Село было телефонизировано. При совхозе имелось 22 двора и 38 жителей. В феврале 1929 года возникла Тало-Писаревская МТС, которая обслуживала 22 колхоза Писаревского района. В тот период здесь был создан свиносовхоз, имеющий 3197 гектаров земли, стадо свиней исчислялось в 5 тысяч голов. Писаревский район возник в 1935 году с центром в селе Талы. Он просуществовал до 1954 года, затем вошёл в Каменскую область, с ликвидацией последней был ликвидирован, и село вошло в Кантемировский район. 20 сентября 1968 года совхоз «Писаревский» присоединён к селу. Родом из Писаревки Герой Социалистического Труда Анна Тихоновна Покращенко, 1928 года рождения, долгое время работала свинаркой в этом совхозе.
В 1995 году колхоз «Писаревский» имел 7777 гектаров пахотной земли, около двух тысяч голов крупного рогатого скота, в том числе 800 дойных коров, одну тысячу овец, 3,5 тысяч свиней и 1,5 тысячи птиц.
В связи с прокладкой по территории сельской администрации трассы газопровода «Петровск — Новопсков» и постройкой в селе газокомпрессорной станции, из колхоза произошёл отток рабочих рук в посёлок газовиков, возникшем рядом с Писаревкой. По состоянию на 1995 год, в нём жило 600 человек, построена школа, торговый центр, Дом культуры. В самой Писаревке также построена школа на 250 мест, Дом быта, детский сад на 50 мест, несколько магазинов. Село газифицировано, заасфальтированы все дороги. 

## Население
| 1859  | 1897  | 2010  | 2012  | 2013  | 2014  |
| ----- | ----- | ----- | ----- | ----- | ----- |
| 2682  | ↗3106 | ↘1658 | ↘1594 | ↘1544 | ↘1519 |
| 2015  | 2016  | 2017  | 2018  |       |       |
| ↘1506 | ↘1488 | ↗1527 | ↘1464 |       |       |

## Известные жители
В Писаревке всю свою жизнь прожила Анна Тихоновна Покрашенко (7 сентября 1928 — 4 декабря 1998) — передовик советского сельского хозяйства, свинарка совхоза «Писаревский» Кантемировского района Воронежской области, Герой Социалистического Труда (1971). 
Шпак, Кузьма Викторович —   советский военнослужащий, Герой Советского Союза, участник «десанта Ольшанского» .Родился в 1918 году в селе Писаревка . В родном селе жил до 1934 г. В марте 1934 г. с родителями переехал в Краснодарский край, село Калинино, Пашковского р-на. 

## Инфраструктура
Основа экономики — сельхозпроизводство. В советское время действовал совхоз «Писаревский».
27 ноября 2015 года в селе открылся современный пансионат «Кантемировский» для пожилых людей.